# تور هونيه أراي
تور هونيه أراي (بالنرويجية البوكمول: Tor Hogne Aarøy)‏ (مواليد 20 مارس 1977)، هو لاعب كرة قدم كان يلعب كمهاجم.

## وصلات خارجية
- تور هونيه أراي على موقع IMDb (الإنجليزية)

- تور هونيه أراي على موقع رابطة كرة القدم اليابانية للمحترفين (اليابانية)
- تور هونيه أراي على موقع قاعدة بيانات كرة القدم.إي يو (الإنجليزية)
- تور هونيه أراي على موقع Soccerway.com (الإنجليزية)
- تور هونيه أراي على موقع عالم كرة القدم.نت (الإنجليزية)